# Амнии
Амниите (на латински: Amnia, Amnius) са знатна римска фамилия, сродена с Анициите. Мъжете носят името Амний, а жените Амния.
Известни с това име:
- Амния Деметриас (* 245 г.), дъщеря на Тиберий Клавдий и Флавия; съпруга на Марк Аниций Павлин (консул 298 г.), майка на Амний Аниций Юлиан
- Амний Аниций Юлиан, консул 322 г.
- Амний Аниций Павлин, консул 334 г.
- Мария Амнийска (770-823), византийsка императрица, първа съпруга на император Константин VI
- Амния, град в Пафлагония
- Амния (река), рeка в Понт
- Битка при Амния през 88 пр.н.е.